# Afromevesia nivosocoxa
Afromevesia nivosocoxa là một loài tò vò trong họ Ichneumonidae.